# Oxypora
Oxypora is een geslacht van neteldieren uit de klasse van de Anthozoa (bloemdieren).

## Soorten
- Oxypora aspera (Ellis & Solander, 1768)
- Oxypora convoluta Veron, 2000
- Oxypora crassispinosa Nemenzo, 1980
- Oxypora egyptensis Veron, 2000
- Oxypora glabra Nemenzo, 1959
- Oxypora lacera (Verrill, 1864)